# Boeing Y1B-9
Il Boeing Y1B-9 (indicato nella storiografia anche come B-9 ed YB-9) era un bombardiere monoplano, bimotore, realizzato dall'azienda statunitense Boeing all'inizio degli trenta.
Fu il primo bombardiere monoplano interamente metallico e con ala a sbalzo progettato per l'impiego negli United States Army Air Corps.
Prodotto complessivamente in sette esemplari, compresi due prototipi, fu impiegato a fini valutativi dall'USAAC; il progetto non ottenne gli ordinativi sperati poiché gli fu preferito il più recente Martin Model 123.

## Storia del progetto
Nel 1930 la Boeing avviò, di propria iniziativa, il progetto per lo sviluppo di un bombardiere che potesse interessare l'aviazione dell'esercito, all'epoca equipaggiata solamente con velivoli di tipo biplano quali il Keystone B-6.
Per ottenere un aereo dalle prestazioni rilevanti fu deciso di mettere a frutto l'esperienza maturata con il rivoluzionario Model 200 Monomail: i velivoli che ne derivarono (tanto i prototipi che gli esemplari definitivi da sottoporre a valutazione operativa) trasferirono in campo militare concetti aerodinamici e strutturali innovativi ed audaci, tanto da esprimere prestazioni superiori sia a quelle dei contemporanei Douglas Y1B-7 e Fokker XB-8 che a quelle degli aerei da caccia all'epoca in servizio.
La Boeing decise di realizzare due diverse configurazioni del velivolo abbinando alla medesima struttura motori a V oppure radiali: i due velivoli che videro la luce ebbero rispettivamente la denominazione di fabbrica di Model 214 e Model 215; per primo venne completato il Model 215 che, con matricola civile X-10633, fu portato in volo per la prima volta il 12 aprile 1931.
Acquisito dall'USAAC mediante contratto di comodato, il Model 215 (cui venne temporaneamente assegnata la designazione X-901) fu sottoposto ad una serie di voli di prova che, in virtù dei risultati positivamente riscontrati, portarono all'acquisizione definitiva del velivolo con la designazione di YB-9. Allo stesso tempo i vertici dell'aviazione decisero di acquistare anche il Model 214 e di stipulare un ordine per altri cinque esemplari derivati dal progetto del Model 215, che la Boeing designò internamente Model 246.
Caratteristica particolare per questi velivoli fu l'inconsueta designazione: il sistema all'epoca vigente prevedeva di anteporre il codice Y1 alla designazione (in questo caso, secondo la progressione, avrebbe dovuto essere B-9) in quanto si trattava di acquisti effettuati con fondi di bilancio di dotazione speciale. Pertanto il singolo Model 214 acquisì la designazione di Y1B-9 mentre i cinque Model 246 divennero Y1B-9A.
Il Model 214 fu portato in volo il 5 novembre del 1931: dopo una serie di prove effettuate con gli originali motori a V, fu sottoposto alla sostituzione dei propulsori che divennero gli stessi dei Model 246. Il primo dei Model 246 volò per la prima volta il 14 luglio del 1932; la produzione venne ultimata alla fine dell'inverno successivo con la consegna dell'ultimo esemplare, portata a termine il giorno 20 marzo.
Sebbene i risultati ottenuti durante le prime prove avessero acceso gli entusiasmi dell'USAAC (e, secondo alcuni, avessero portato a, seppur non ufficiali, rassicurazioni circa un futuro ordine di produzione in serie) la comparsa del Martin Model 123 (con le sue prestazioni ancora migliori rispetto al velivolo della Boeing) determinò la fine dell'Y1B-9 che non fu soggetto ad ulteriori sviluppi.

## Tecnica
Monoplano dalla struttura a semi monoscocca interamente metallica, l'Y1B-9 presentava fusoliera con sezione rettangolare, arrotondata nella sommità. La carlinga ospitava i cinque membri dell'equipaggio in postazioni tra loro distinte: all'estremità di prua era posizionato il pozzetto per il navigatore/bombardiere che disponeva anche di una mitragliatrice; alle sue spalle (in due abitacoli scoperti) erano disposti il pilota ed il copilota, mentre un secondo mitragliere era alloggiato in un altro abitacolo scoperto ricavato subito dopo il bordo d'uscita alare. Il marconista, unico membro dell'equipaggio a sedere all'interno della fusoliera, era collocato più in basso, subito davanti al pilota.
La ali (di grande spessore, pari a poco meno di quello della fusoliera) erano a sbalzo, dotate di alettoni rivestiti in tela; anche i piani di coda erano a sbalzo, di tipo classico con gli equilibratori disposti al di sotto della deriva. Nei Model 214 e 215 era presente un elemento aggiuntivo nel timone al fine di rendere più docili i comandi del pilota; nel primo esemplare la superficie ausiliaria aveva dimensioni ridotte mentre nel secondo aveva le stesse dimensioni del timone principale.
Il carrello d'atterraggio era di tipo triciclo posteriore; gli elementi principali, dotati di singola ruota, si ritraevano all'indietro; le ruote alloggiavano solo parzialmente all'interno delle gondole motore e la metà inferiore rimaneva sporgente all'esterno delle stesse; in coda vi era un ruotino d'appoggio.
I motori erano disposti in gondole sporgenti dal bordo d'entrata delle ali; nel Model 214 i propulsori originali erano due Curtiss V-1570 (motori dodici cilindri a V raffreddati a liquido), che in un secondo momento vennero sostituiti da due radiali a nove cilindri (su singola stella) Pratt & Whitney R-1860 Hornet in versione dotata di compressore centrifugo a comando meccanico.
Il Model 215 uscì di fabbrica dotato di motori Pratt & Whitney R-1830 Twin Wasp, anch'essi successivamente sostituiti con una coppia di Hornet. Infine i cinque esemplari di Model 246 furono equipaggiati, fin dall'origine, dai motori Hornet (sempre dotati di compressore meccanico) la cui efficienza era implementata grazie ad una profilatura maggiormente aerodinamica delle gondole.
L'armamento difensivo consisteva in due mitragliatrici calibro .303 in, disposte nelle due postazioni (a prua e dorsale) di cui si è fatto cenno.
Il carico di caduta era costituito, nei cinque velivoli della versione Y1B-9A, da bombe per un massimo di 2 260 lb (pari a 1 025 kg). Le fonti consultate non concordano, tuttavia, sulla disposizione degli ordigni: mentre alcuni indicano che le bombe fossero alloggiate esclusivamente in rastrelliere alari disposte nella zona compresa tra le due gondole dei motori, altri indicano la presenza di una stiva in fusoliera nella quale era trasportata una parte del carico bellico.

## Impiego operativo
Il primo dei cinque Y1B-9A definitivi entrò in servizio in via sperimentale con il 20º Gruppo bombardieri il 14 settembre 1932 e tutti gli esemplari furono in servizio entro la fine del marzo 1933. Il nuovo bombardiere, utilizzato nel corso di una serie di esercitazioni, si rivelò impossibile da intercettare da parte tutti gli aerei da caccia all'epoca in servizio.
Due B-9 andarono distrutti in incidenti durante il 1933, uno dei quali causò la morte di tutto l'equipaggio, mentre i rimanenti tre furono gradualmente dismessi nel corso dei due anni seguenti, l'ultimo dei quali il 26 aprile 1935 (altra fonte indica tuttavia che la radiazione degli esemplari superstiti ebbe luogo nel corso del 1934).
Durante questo relativamente breve periodo il Boeing fu impegnato in test comparativi con il Martin Model 123 che, in virtù di prestazioni migliori, venne alla fine adottato dall'USAAC con la designazione di Martin B-10 tra la delusione dei vertici della Boeing. L'esperienza acquisita da parte dell'azienda di Seattle costituì, in ogni caso, un valido bagaglio di conoscenze che si rivelarono utili alla successiva progettazione e realizzazione di velivoli di successo quali il B-17 ed il B-29.

## Varianti

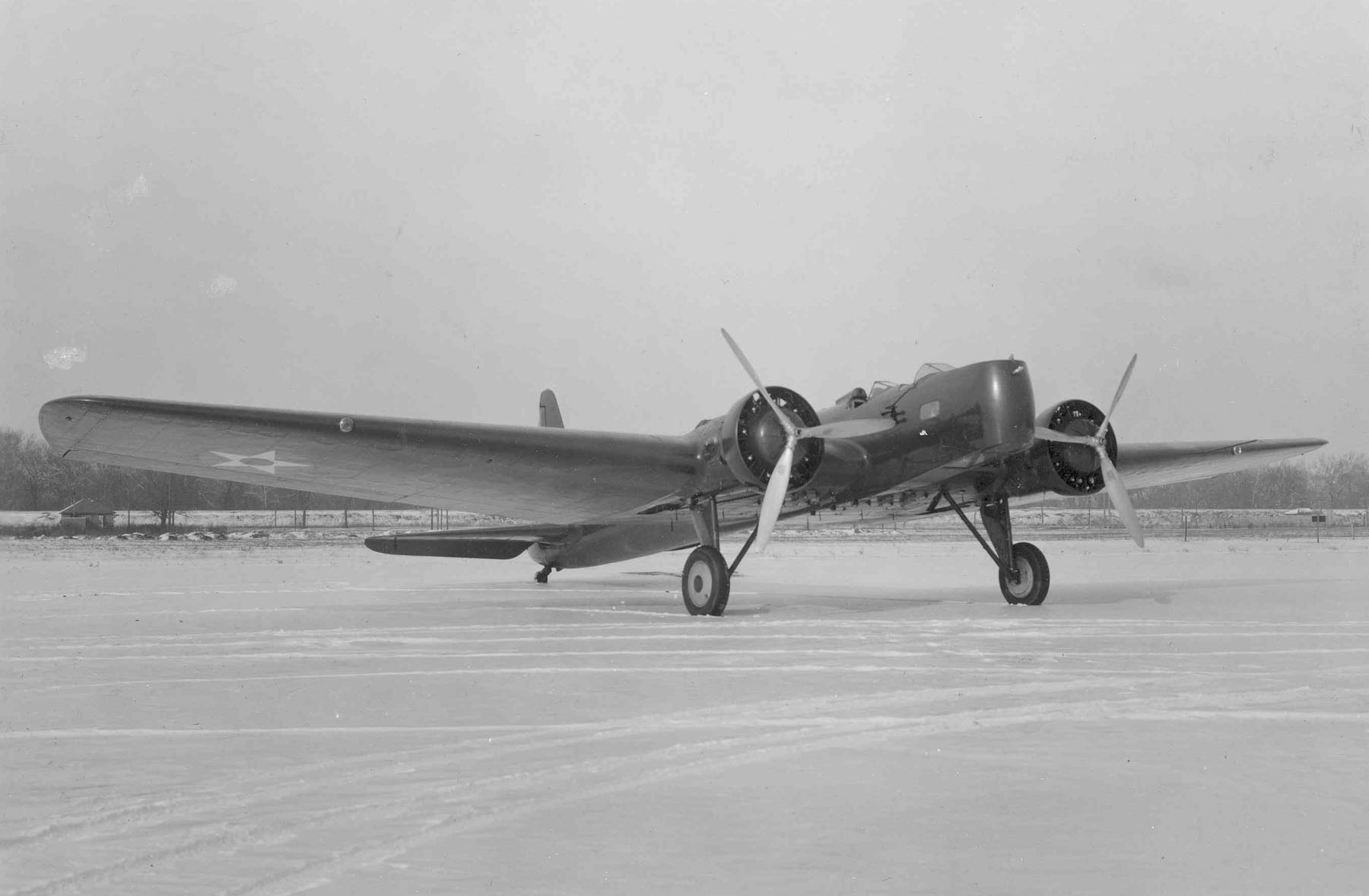
Boeing Y1B-9

- YB-9: designazione di fabbrica Model 215; singolo velivolo originariamente motorizzato con due Pratt & Whitney R-1830-13 da 575 hp e testato dall'USAAC inizialmente con contratto di comodato (con designazione XB-901). Definitivamente acquistato e rimotorizzato con due Pratt & Whitney R-1830-11 sovralimentati da 600 hp e dotato di eliche tripala.
- Y1B-9: designato Model 214; anche in questo caso si trattava di un singolo esemplare, identico al Model 215, ma motorizzato all'origine con due Curtiss GIV-1570 (V-1570-29) da 600 hp. Anch'esso venne acquistato dall'USAAC che, dopo alcuni voli di prova, decise di rimotorizzarlo con due Pratt & Whitney Y1G1SR-1860B[4][6].
- Y1B-9A: lotto di cinque esemplari, designati dalla Boeing Model 246. La propulsione era affidata anche in questo caso ai Pratt & Whitney R-1860 da 600 hp. Questi esemplari differivano dai due prototipi per il rivestimento degli alettoni (metallico, anziché in tela) e per variazioni strutturali e nella strumentazione di bordo[4][6].

## Utilizzatori

### Militari
Stati Uniti
- United States Army Air Corps

### Periodici
- (EN) American Military Monoplanes, in Flight, Sutton, Surrey (UK), Reed Business Information Ltd, 23 agosto 1934,  pp. 862-5. URL consultato il 18 ottobre 2012.
- (EN) Alain Pelletier, End of the Dinosaurs: Boeing's B-9, Breaking the Bomber Mold, in Air Enthusiast, Volume 101, settembre/ottobre 2002,  pp. 44-49.